# Melhijor Čobal
Melhijor Čobal, slovenski politik in organizator, * 30. december 1864,  Prebold, † 15. maj 1943, Zagorje ob Savi.

## Življenje in delo
Po prvem razredu ljudske šole je v letih 1874–1880 delal v predilnici v Št. Pavlu (sedaj Prebold), 1881–1894 bil rudar v raznih krajih, postal 1894 tajnik strokovne rudarske organizacije v Celju, se preselil v Zagorje ob Savi, kjer je 1898 postal ravnatelj Konzumne zadruge. Čobal je bil eden pomembnejših socialnodemokratskih voditeljev na Slovenskem.
Politično je deloval kot član socialno demokratske stranke pri strokovnih in političnih organizacijah gornještajerskih slovenskih rudarjev, se udeležil 1889 mezdnega gibanja, se moral preseliti za dve leti na Bavarsko, nadaljeval organizatorsko delo v Köflachu (Avstrija), kjer je bil podpredsednik strokovne zveze rudarjev, organiziral od 1894 rudarje južno od Celja, sodeloval 1896 pri ustanovitvi Jugoslovanske socialnodemokratske stranke (JSDS), kandidiral na Štajerskem 1901 in 1907 za državni zbor na Dunaju. Leta 1918 se je udeležil konference jugoslovanskih socialdemokratskih strank v Zagrebu, kjer so te glasovale za vstop v narodne svete. V letih 1919-1920 je bil član začasnega predstavništva v Narodnem svetu Slovencev, Hrvatov in Srbov v Beogradu. 
Trudil se je za politično in strokovno izobrazbo delavstva, za bolniško zavarovanje, bil 20 let načelnik okrajne bolniške blagajne v Zagorju ob Savi. S članki je sodeloval pri strokovnih in političnih tako nemških kot slovenskih delavskih listih Naši zapiski, Družinski koledar, Pod lipo in bil v letih 1910−1912 odgovorni urednik Rudarja, leta 1914 pa je izdajal glasilo Rudarski delavec. Leta 1913 objavil podatke o stanju in zgodovini rudarske organizacije na Slovenskem in reviji Pod lipo svoje spomine (1924).